# Байи, Жан-Луи
Жан-Луи Байи (фр. Jean-Louis Bailly; род. 7 декабря 1953 года, Тур) — французский поэт, прозаик, патафизик.
Жан-Луи Байи преподавал литературу в различных коллежах и лицеях, в том числе в Лицее Клемансо в Нанте, вплоть до выхода на пенсию в 2016 году. Писать начал рано, в возрасте семи лет; с двадцати лет публиковал рассказы; в 35 написал первый роман («L’Année de la bulle»). Впоследствии опубликовал ещё ряд романов в различных издательствах. Кроме того, Байи сотрудничает с журналом Écrire magazine.
В числе своих любимых писателей Байи называет Стендаля и Флобера; среди наиболее повлиявших на него — Жоржа Перека, Уильяма Фолкнера, Марселя Эме и Раймона Кено.
Жан-Луи Байи является членом Коллежа патафизики. Под влиянием патафизической и улипистской литературы он создал самую длинную стихотворную липограмму на французском языке. Она представляет собой переложение стихотворения Аполлинера «La Сhanson du Mal-Aimé» без использования буквы «e». В духе патафизических экзерсисов написан также состоящий из панторифм текст «Des gars jurent des gageures» (1986).
В 2016 году на русском языке был опубликован роман Жана-Луи Байи «В прах» (фр. Vers la poussière, перевод Валерия Кислова). В этом романе, получившем множество восторженных отзывов критики и отмеченном в 2011 году премией Атлантической Луары, чередуются повествование о жизни гениального пианиста и подробная хроника посмертного распада его тела. По словам самого автора, источником фактической информации при описании процесса разложения для него послужила книга французского энтомолога Жана-Пьера Меньена «Трупная фауна».
В 2023 году на русском вышел роман 2021 года «Чистые руки» (фр. Les mains propres, перевод Марии Пшеничниковой) — роман-нуар об учёном, специалисте по насекомым, вдохновлённый реальной биографией французского энтомолога XIX века Жана-Анри Фабра.